# Dondia linearis
Dondia linearis là loài thực vật có hoa thuộc họ Dền. Loài này được (Elliott) Millsp. mô tả khoa học đầu tiên năm 1900.